# Spechbach-le-Haut
Spechbach-le-Haut foi uma antiga comuna francesa na região administrativa de Grande Leste, no departamento Alto Reno. Estendia-se por uma área de 3,91 km². Em 2010 a comuna tinha 1 398 habitantes (densidade: 357,5 hab./km²).
Em 1 de janeiro de 2016, foi incorporada à nova comuna de Spechbach.